# Ü-Tsang

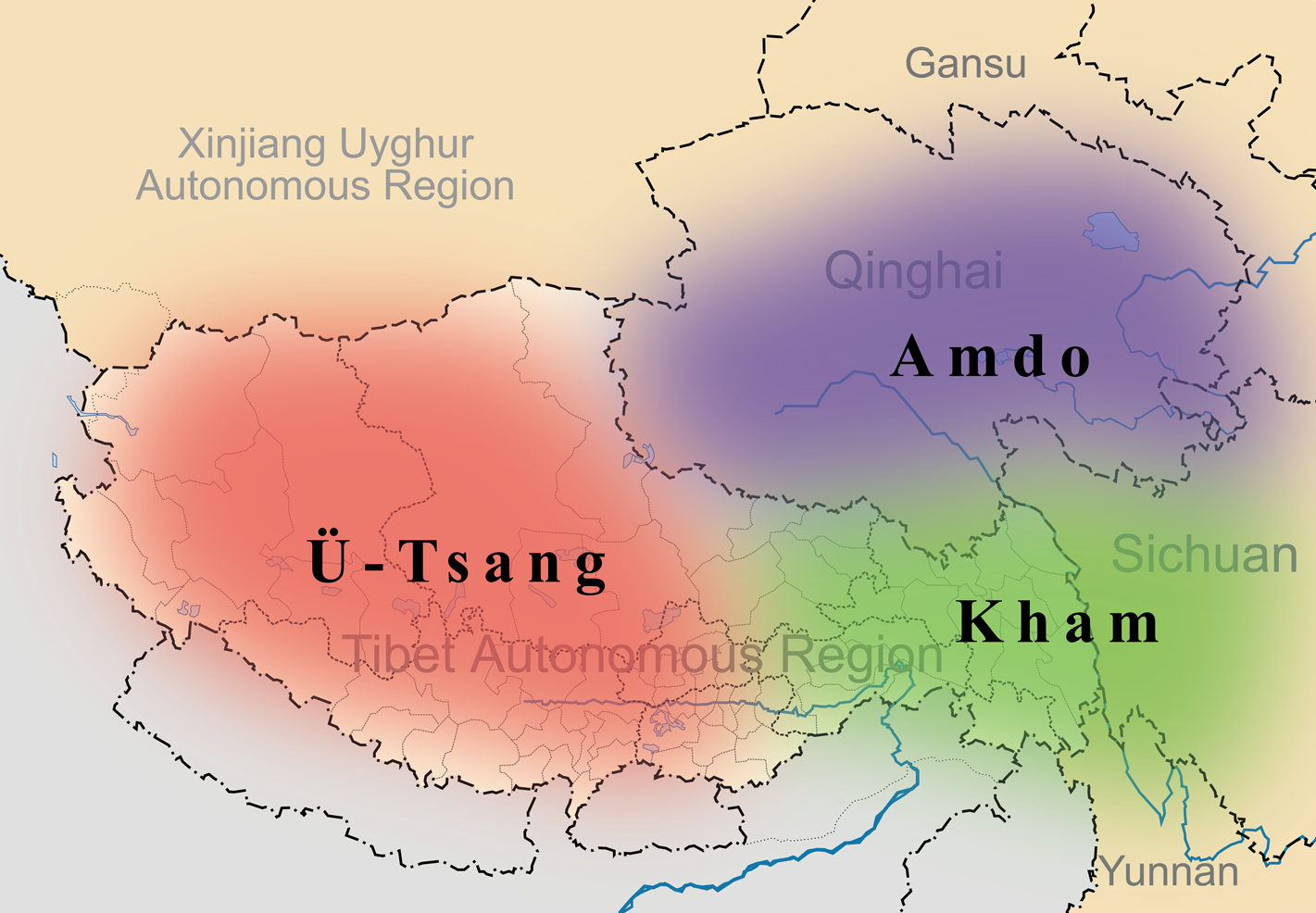
Mappa che mostra la regione tibetana di Ü-Tsang

L'Ü-Tsang (tibetano: དབུས་གཙང་; Wylie: Dbus-gtsang; ZYPY: Wü-Zang; dialetto di Lhasa: [wýʔtsáŋ]; cinese semplificato: 卫藏; cinese tradizionale: 衛藏; pinyin: Wèizàng), o Tsang-Ü, è una delle tre province tradizionali del Tibet, le altre due essendo Amdo e Kham (oggi definite collettivamente "province culturali"). Geograficamente l'Ü-Tsang copriva la porzione centrale ed occidentale dell'area culturale tibetana, incluso lo spartiacque dello Tsang-po (Gtsang-po), i distretti occidentali che circondano e si estendono oltre il Monte Kailash, e fanno parte del vasto altopiano di Changtang (Byang-thang) al nord. La catena himalayana definisce il confine meridionale dell'Ü-Tsang. L'attuale Regione Autonoma del Tibet corrisponde approssimativamente a quelle che erano l'antico Ü-Tsang e il Kham occidentale.
L'Ü-Tsang fu formato dalla fusione di due centri di potere anteriori: Ü (Dbus) nel Tibet centrale, controllato dal lignaggio Gelukgpa (Dge-lugs-pa) del Buddhismo tibetano sotto i primi Dalai Lama, e Tsang (Gtsang), che si estendeva da Gyantse (Rgyang-rtse) in direzione ovest, controllato dal lignaggio rivale Sakyapa (Sa-skya-pa). Le vittorie militari del potente Quinto Dalai Lama consolidarono il potere sulla regione unificata nel XVII secolo.
L'Ü-Tsang è il cuore culturale del popolo tibetano. I successivi Dalai Lama hanno governato il Tibet dai palazzi del Potala e del Norbulingka a Lhasa. Anche il Tempio di Jokhang, forse il tempio più sacro del Buddhismo tibetano, è ubicato là. Il dialetto della lingua tibetana parlato a Lhasa si usa come lingua franca dell'Ü-Tsang e anche la lingua koinè degli esuli tibetani è in gran parte basata su di essa.

## Tibet Anteriore e Tibet Posteriore
Lo Tsang, le cui maggiori città sono Gyantse e Shigatse, vicino a dove il Panchen Lama ha la sua sede tradizionale presso il Monastero di Tashilhunpo, era designato sulle mappe della dinastia Qing come "Tibet Posteriore", mentre lo Ü, dove il Dalai Lama ha la sua sede presso Lhasa, era indicato come "Tibet Anteriore". Questa divisione era un costrutto artificiale dei Cinesi e non aveva alcuna validità all'interno del Tibet, dove il Dalai Lama esercitava un governo effettivo sia su Tsang che su Ü. Un tentativo era stato fatto nel XVIII secolo durante il regno dell'imperatore Yongzheng di dividere il Tibet offrendo al Panchen Lama l'autorità sullo Tsang, ma l'offerta espansionistica fu declinata, il Panchen Lama accettò solo una piccola porzione del territorio offerto. Tentativi successivi, durante il periodo 1906-1913 e nel 1950, da parte del Panchen Lama di resuscitare un Tibet Posteriore separato sul quale egli avrebbe avuto l'autorità, furono rifiutati dai Cinesi.

## Popolo Tsong
Gli Tsong sono clan Limbu divisionali del Sikkim. Originariamente nativi del territorio dell'Ü-Tsang in Tibet, migrarono da Sjiyatse, Penam, Norpu, Giengtse ecc. della provincia dello Tsang in Tibet. Seguirono Guru Matog Lama, una figura buddhista di grande influenza sui Limbu e si stabilirono nel Sikkim. Negli insediamenti Limbu del Nepal e orientali, le parole Ü-Tsang sono usate dai Limbu per descrivere i clan limbu sikkimesi.